# Laç
Laç (ou Laçi) est une ville du nord-ouest de l'Albanie située dans la préfecture de Lezhë. Sa population s'élevait à 25 516 habitants en 2007.

## Économie
À l'époque communiste, Laç comptait plusieurs usines, implantées essentiellement en raison de sa géographie : les fumées et gaz toxiques émis par les usines étaient rapidement emportés par le vent. Il y avait notamment une usine de phosphates. Depuis la chute du communisme, les usines sont à l'arrêt.
Avant l'implantation des usines, Laç avait très peu d'habitants (on raconte[Qui ?] qu'il n'y avait qu'une dizaine d'habitations).
Actuellement, la ville compte un tribunal, un hôpital et une gare ferroviaire située sur la ligne Shkodër–Vorë (en).

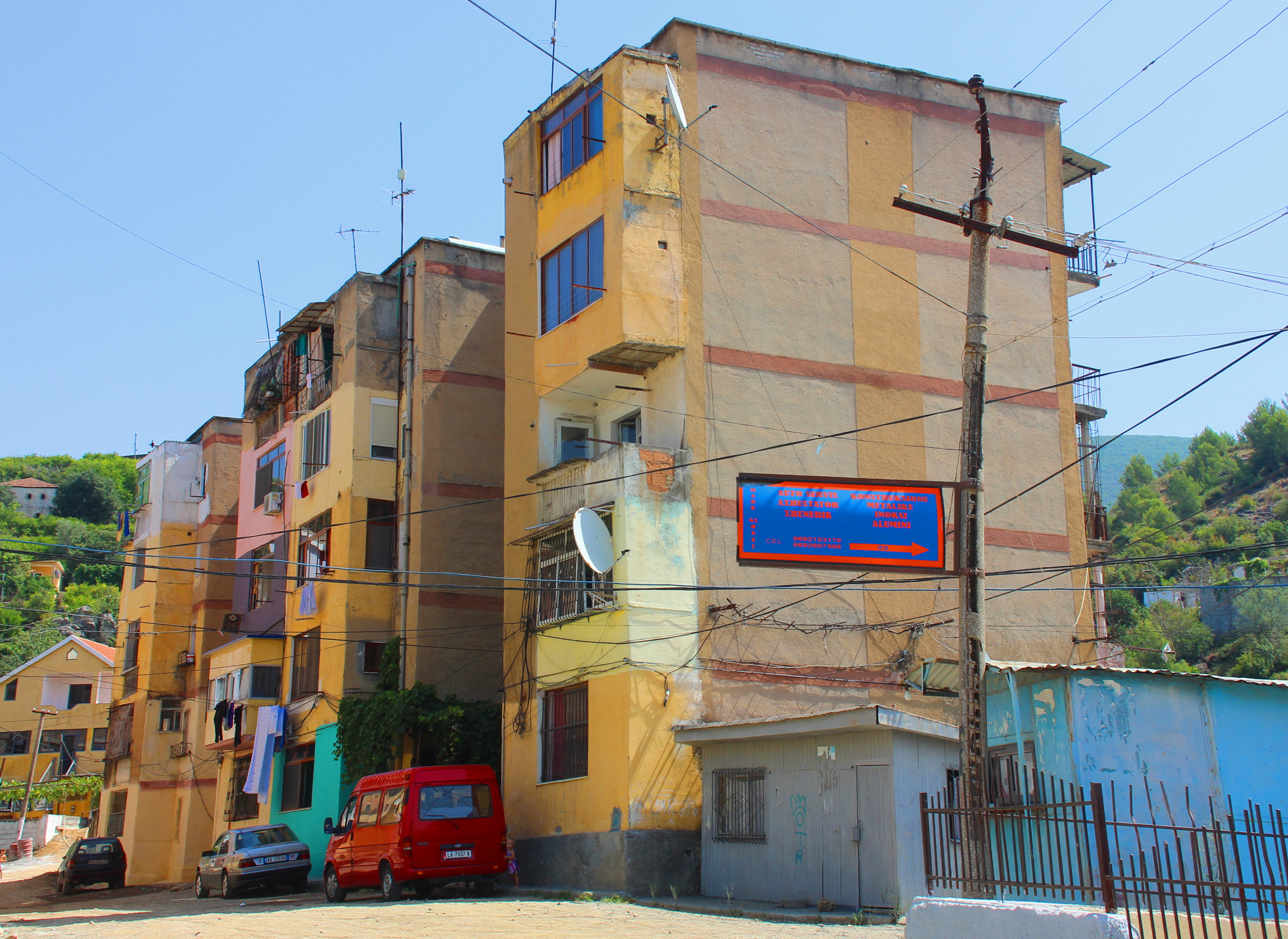
Bâtiments à Laç (2012).
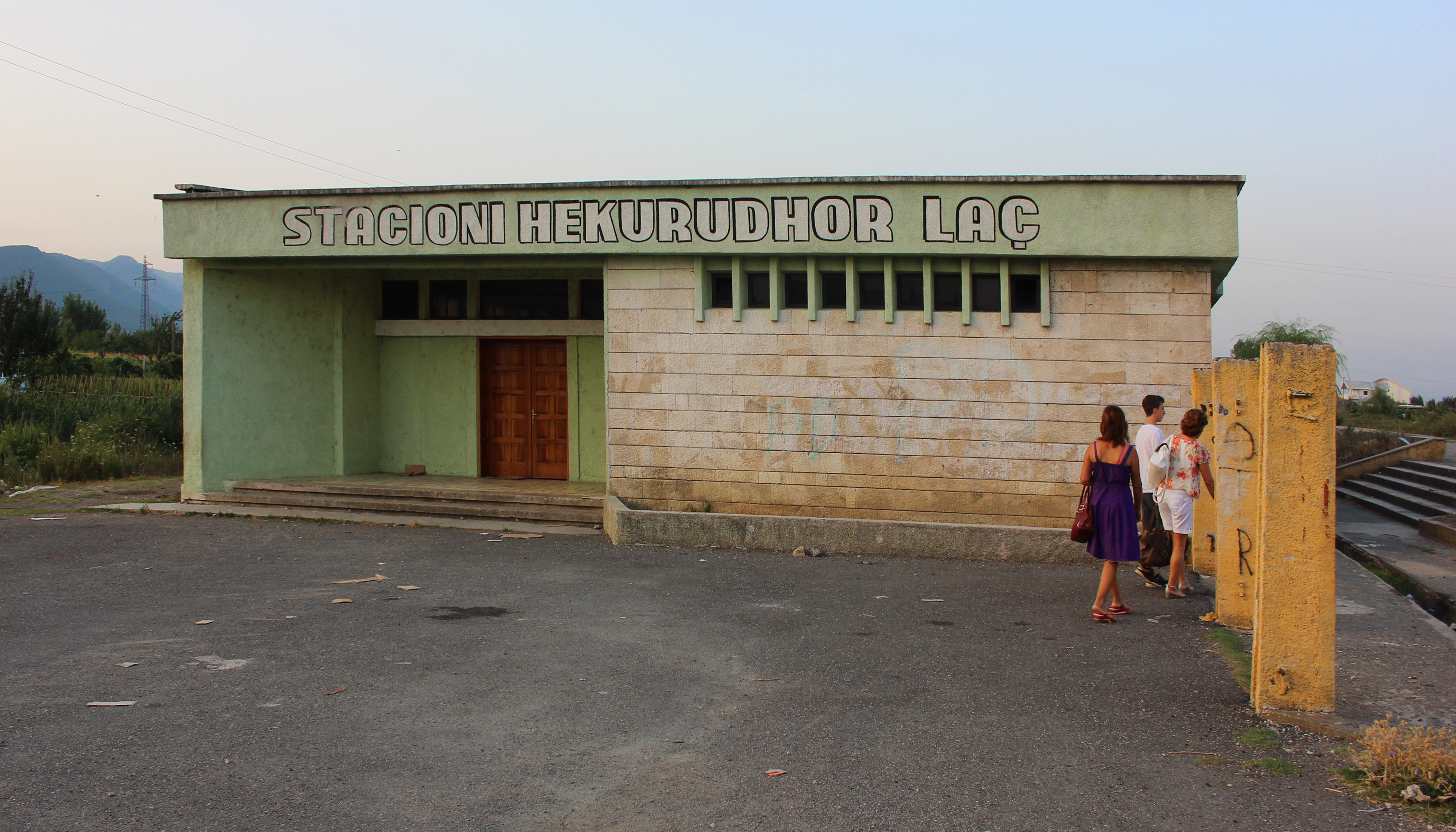
Gare de Laç (2012).
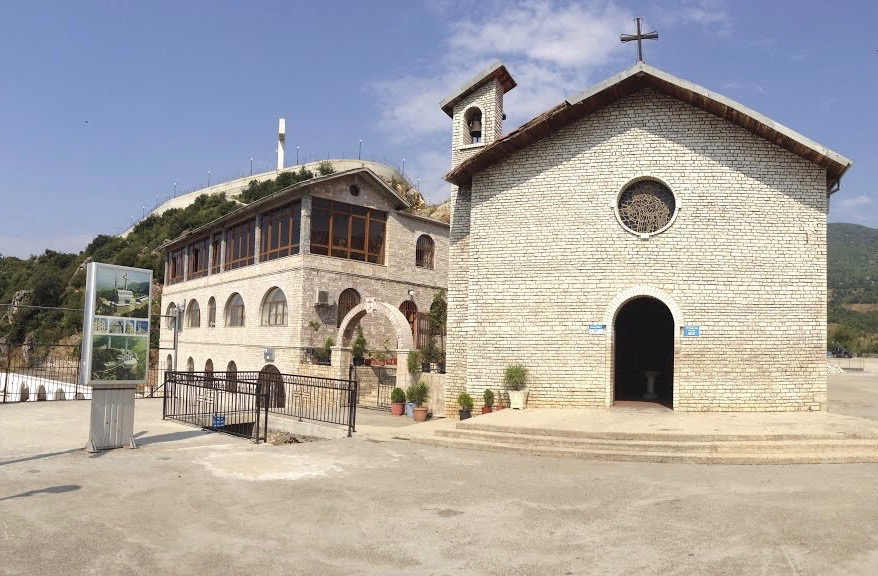
Kisha e Shen Ndout (Église Saint-Antoine, 2016).

## Le Sacré-Cœur
L'église Saint-Antoine (albanais : Kisha e Shen Ndout), aussi appelée par les Albanais l'église de Laç, est l'église la plus réputée d'Albanie. Elle est dédiée à Antoine de Padoue.

## Sport
La ville a un club de football, le KF Laçi, qui évolue en première division.
La ville est le lieu de naissance du joueur de billard Eklent Kaçi (en) (29 janvier 1999).
C’est également la ville à l’origine du nom du footballeur international albanais Qazim Laçi.